# لیز آکاما
لیز آکاما (انگلیسی: Liz Akama؛ زادهٔ ۸ ژانویهٔ ۲۰۰۹) اسکیت‌بردباز زن اهل ژاپن است.
وی در مسابقات کشوری و بین‌المللی در مجموع برندهٔ ۱ مدال نقره شده است.